# Nedotknutelní

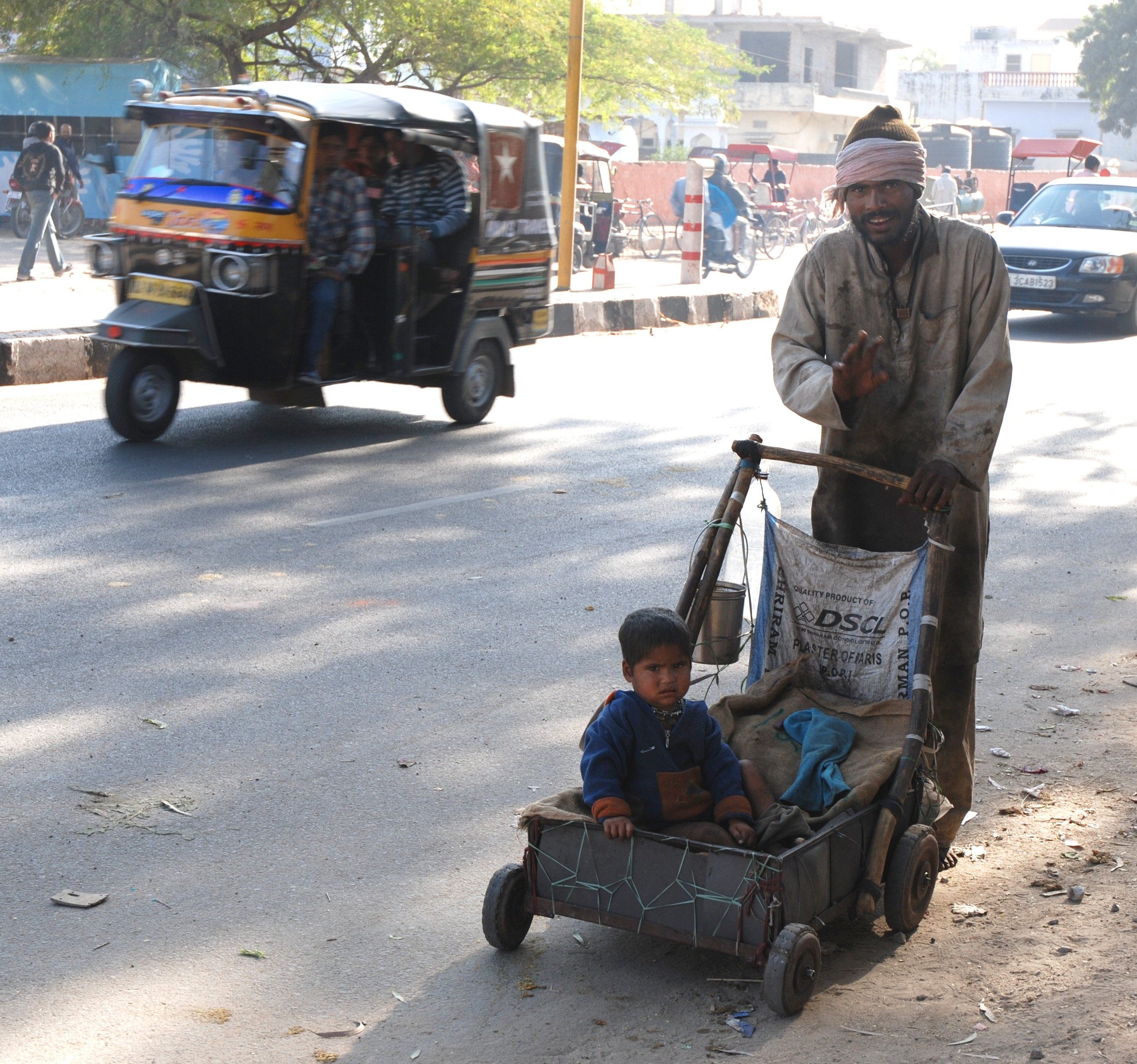
Nedotknutelní (daliti) v Indii

Nedotknutelní (nebo správněji nedotýkatelní,
v sanskrtu दलित dalita, také dalitové, páriové či čandalové) jsou nejnižší a opovrhovaná skupina v indickém kastovním systému, která stojí zcela mimo systém čtyř varen. Odhaduje se, že k nim náleží přes 160 miliónů Indů, mimo jiné většina indických muslimů. Podle hinduistických pravidel a tradic se lidé jako nedotknutelní rodí, což je trestem za hříchy spáchané v minulých životech.

## Historie a postavení nedotknutelných
Původ kasty lze vysledovat ve dva tisíce let starém Manuově zákoníku, jejž vytvořili brahmánští kněží. Ten určuje správný způsob chování pro bráhmany – stanovuje, že by nikdy neměli přijít do styku s nedotknutelnými, dále s mrtvým tělem a dalšími nečistými předměty jako je krev i ostatní tělní tekutiny, výkaly aj. Všechny práce vyžadující kontakt s nimi jsou proto v Indii vykonávány nedotknutelnými. K jejich specifickým povoláním patří například zpopelňování mrtvých, vydělávání kůží, porodní asistence, čištění stok i další fyzicky náročné práce.
Nedotknutelní jsou v souvislosti se svým podřadným postavením také široce diskriminováni – ostatní se jim vyhýbají, urážejí je, zakazují jim vstup do chrámů a domů vyšších kast. Ve veřejných místech jsou nuceni jíst a pít z nádobí zvlášť určeného pro ně. Výjimkou nejsou znásilnění, bití ani odpírání právního statutu, například nároku na pozemky přidělené státem.

## Snahy o zrovnoprávnění
Proti fenoménu nedotknutelnosti vedl mezi prvními jedno z nejvýznamnějších tažení počátkem 20. století Mahátmá Gándhí. Otevřeně vyzýval, aby lidé skoncovali s nerovností a diskriminací. Zavedl pro nedotknutelné nové označení: haridžané („Boží lidé“). Roku 1933 se vydal napříč Indií na tzv. pouť haridžanů, při níž tyto radikální změny, například povolit nedotknutelným vstup do chrámů, prosazoval. Ačkoliv ke konci své poutě prohlásil, že jev nedotknutelnosti mizí, jeho činnost nepřinesla mnoho konkrétních výsledků.
Zakladatelem první politické strany nedotknutelných byl hlavní tvůrce indické ústavy, advokát Bhímráo Rámdží Ámbédkar. Ve dvacátých letech organizoval veřejná shromáždění na obranu nedotknutelných a stal se jejich hlavním mluvčím. Jedno ze shromáždění ukončil demonstrativně spálením Manuova zákoníku, čímž symbolicky vyhlásil válku kastovnímu systému. Později britská koloniální vláda souhlasila s účastí všech kast v politice; Ámbédkar prosazoval, aby tyto vrstvy měly svoji oddělenou voličskou základnu. Proti tomu se však stavěl z náboženských důvodů Gándhí. Britové se přikláněli k postoji Ámbédkara, avšak roku 1932 Gándhí zahájil protestní hladovku, která Ámbédkara přinutila ustoupit.
Dnes diskriminaci na základě kastovního zařazení včetně nedotknutelných výslovně zakazuje indická ústava z roku 1950; ta také zavedla systém kvót, který nedotknutelným má zaručit patnácti procentní podíl pracovních míst ve státní správě, samosprávě a na univerzitách. Projevem určitého pokroku je např. to, že v letech 1997–2002 byl indickým prezidentem první nedotknutelný, Kóččeril Ráman Nárájanan, jenž kastovní systém kritizoval ze své pozice. V indických prezidentských volbách v roce 2017 se již spolu ve volebním klání utkali dva politici dálitského původu, a to Rám Náth Kóvind (vítěz) s Mírou Kumárovou.
Navzdory předpisům však nerovnosti a násilí vůči nedotknutelným stále přetrvávají. Jedním z hlavních vůdců hnutí za zrovnoprávnění nedotknutelných je v současnosti Martin Macwan, zakladatel a ředitel organizace Navsarjan Trust sídlící v Gudžarátu jejímž cílem je zavádění protidiskriminačních zákonů. Macwan požadoval projednávání kastovní diskriminace mj. roku 2001 na Světové konferenci OSN v jihoafrickém Durbanu; to však zablokovala indická vláda. Rozdíly mezi kastami se tak stále daří stírat jen málokde – dílem v anonymním prostředí měst, částečně ve slumech, kde nedotknutelní žijí společně.

## Původ Romů
Genetická studie z roku 2012 potvrdila předchozí indicie, že z příslušníků kasty nedotknutelných ze severozápadní Indie pocházejí evropští a severoafričtí Romové. Podle této studie měli opustit Indii před přibližně 1000 lety, pravděpodobně jako uprchlíci před pronikajícím islámem.